# Dasypoda pyrotrichia
Dasypoda pyrotrichia is een vliesvleugelig insect uit de familie Melittidae. De wetenschappelijke naam van de soort is voor het eerst geldig gepubliceerd in 1855 door Förster.